# ASCII art
A ASCII art (ou arte ASCII) é uma forma de expressão artística usando apenas os caracteres disponíveis nas tabelas de código de página de computadores. (ASCII, abreviatura em língua inglesa para American Standard Code for Information Interchange). Antes dos computadores já existia uma arte semelhante realizada com máquinas de escrever. Contudo, como há mais caracteres disponíveis nos computadores, esta forma de expressão artística ascendeu de forma a se tornar mais elaborada e com uma preocupação estética mais apurada. ASCII artes consistem em imagens reunidas a partir dos 95 caracteres imprimíveis  (de um total de 128) definidos pelo padrão ASCII de 1963 e conjuntos de caracteres compatíveis com ASCII com caracteres estendidos proprietários (além dos 128 caracteres do padrão ASCII de 7 bits). O termo também é usado livremente para se referir à arte visual baseada em texto em geral. A arte ASCII pode ser criada com qualquer editor de texto e é frequentemente usada com linguagens de formato livre. A maioria dos exemplos de arte ASCII requer uma fonte de largura fixa (fontes não proporcionais, como em uma máquina de escrever tradicional) como Courier para apresentação.
É imprescindível que seja criada e visualizada utilizado-se fontes monoespaçadas. Embora possa ser realizada com apenas uma cor sobre um fundo também de uma cor, há belos exemplos de figuras realizadas utilizando-se dezenas de cores. Existem vários artistas dedicados a elaboração de arte ASCII.
Entre os mais antigos exemplos conhecidos de arte ASCII estão as criações do pioneiro da arte computacional Kenneth Knowlton por volta de 1966, que trabalhava para a Bell Labs na época. "Studies in Perception I" de Ken Knowlton e Leon Harmon de 1966 mostra alguns exemplos de sua arte ASCII inicial.
A arte ASCII foi inventada, em grande parte, porque as primeiras impressoras muitas vezes não tinham capacidade gráfica e, portanto, os caracteres eram usados no lugar de marcas gráficas. Além disso, para marcar as divisões entre diferentes trabalhos de impressão de diferentes usuários, as impressoras em massa geralmente usavam arte ASCII para imprimir grandes páginas de banner, tornando a divisão mais fácil de identificar para que os resultados pudessem ser mais facilmente separados por um operador de computador ou funcionário. A arte ASCII também foi usada nos primeiros e-mails quando as imagens não podiam ser incorporadas.

## Historia

### Typewriter art
Desde 1867, máquinas de escrever têm sido usadas para criar arte visual.

### TTY e RTTY
TTY significa "TeleTYpe" ou "TeleTYpewriter", e também é conhecido como Teleprinter ou Teletype. RTTY significa Radioteletype; conjuntos de caracteres como o código Baudot, que antecedeu o ASCII, foram usados. De acordo com um capítulo do "RTTY Handbook", imagens de texto foram enviadas via teletipo já em 1923. No entanto, nenhuma das "antigas" arte RTTY foi descoberta ainda. O que se sabe é que imagens de texto apareceram com frequência no radioteletipo nas décadas de 1960 e 1970.
.

### Line-printer art
Na década de 1960, Andries van Dam publicou uma representação de um circuito eletrônico produzido em uma impressora de linha IBM 1403. Ao mesmo tempo, Kenneth Knowlton produzia imagens realistas, também em impressoras online, sobrepondo vários caracteres uns sobre os outros. Observe que não era arte ASCII no sentido de que o 1403 foi acionado por uma plataforma codificada por EBCDIC e os conjuntos de caracteres e trens disponíveis no 1403 foram derivados de EBCDIC em vez de ASCII, apesar de algumas semelhanças de glifos.

### ASCII art
O uso generalizado da arte ASCII pode ser atribuído aos  bulletin board systems de computador do final dos anos 1970 e início dos anos 1980. As limitações dos computadores daquele período exigiam o uso de caracteres de texto para representar imagens. Junto com o uso do ASCII na comunicação, no entanto, ele também começou a aparecer nos grupos de arte online underground do período. Um quadrinho ASCII é uma forma de webcomic que usa texto ASCII para criar imagens. No lugar de imagens em um quadrinho comum, a arte ASCII é usada, com o texto ou diálogo geralmente colocado embaixo.

Durante a década de 1990, a navegação gráfica e as fontes de largura variável tornaram-se cada vez mais populares, levando a um declínio na arte ASCII. Apesar disso, a arte ASCII continuou a sobreviver através de MUDs online, um acrônimo para "Multi-User Dungeon", (que são jogos de MMORPG textuais), Internet Relay Chat, e-mail, quadros de mensagens e outras formas de comunicação online que comumente empregar a largura fixa necessária.

### ANSI
ASCII e, mais importante, ANSI eram elementos básicos da era tecnológica inicial; os sistemas de terminais dependiam de uma apresentação coerente usando o padrão de cores e sinais de controle nos protocolos do terminal.
Ao longo dos anos, grupos warez começaram a entrar no cenário artístico ASCII. Os grupos Warez geralmente liberam arquivos .nfo com seus softwares, cracks ou outros lançamentos gerais de engenharia reversa de software. A arte ASCII geralmente incluirá o nome do grupo warez e talvez algumas bordas ASCII na parte externa das notas de lançamento, etc. Os sistemas BBS eram baseados na arte ASCII e ANSI, assim como a maioria dos aplicativos de DOS e console similares, e o precursor da AOL.

## Usenet
Na Usenet pode ser encontrado um manual para ASCII Art chamado ALT.ASCII-ART FAQ que procura responder dúvidas e esclarecer e ajudar a aperfeiçoar as habilidades do artista. Este sistema está sempre em permanente atualização.

## Aplicações
A ASCII art pode ser usada em todas as aplicações de monitores de computador que usem o sistema de caracteres.

## Exemplos
```
 =======================================================================
    | |     : :                  ::        \   \              ;;
    J J     : :                  ::         \   \            ;;
     L L    : :         __   _   _________   \   \          ;;
     | |    : :        /  |`| |`|___   ___|`-.\   \        ;;
     J J    : :       / . | | |  `-.| |`-. `-.`\   \      ;;
      L L   : :      / /| | | |     | |   `-. `-\   \    ;;
      | |   : :     / /_| | | |     | |      `-. \   \. ;;
      J J   : :    / ___  | | |     | |         `-\   \`-.
       L L  : :   / /`-.| | | |___  | |  _         \   \-.`-._
       | |  : :  /_/____|_|_|_____|_|_|_(_) _       \   \ `-._`:
       J J  : : |__________________________| `-.     \   \-.,-'
        L L : :      _  _            _  ___ `-. `-.   \   \ |
        | | :_:   /\(_ / ` | | _ /\ | )  | `-. `-. `-. \   \|
        J J | |  /--\_)\_,_|_|_-/--\|_\__|__  `-. `-._`-\   \
         L L|_| |___________________________|`-. `-._ `-.\   \
         | |   |    _____   ___      ___     `-.`-._ `-._ \ ,!`-.
         J J   |   |  ___|`/ _ \`-._/ _ \`--.   `-._`--._`-'||`-'
          L L  |   | |_   / /_\ \  / / \ \   `-._   `--. `-,+.`-._
       __-------_  |  _|`/ _____ \ \ \_/ /_._    `--._  `-.|X||-./
      |          |/|_|_./_/_____\_\_\_____/=\`-._     `-.  |X||.|
      |       _,--------------.____ -========\_(A)`-.._  `-|X||\
  Ool |     _|                     `         |_`--.    `-- |X||/
  /VK |    | | ALT.ASCII-ART: FREQUENTLY ASKED QUESTIONS   / ||-.
 ======================================================================= 

```

```

                               _.--------
             ___.----._    /~                ~\
          .-~          ~\/'                   `\
        /~              ;                       \
       ;               ;
      (               ;                           ;
     (                |                |          |
     )                |         |      |          |
    (   /\   |     /  |         |       \     |   '
    )   | \_  \   ,,;':   |\     \ , ', ,,   /   ;
   (    |   ~-.` `     |  | `\` ``'       ' ',, ;
   )    |           |\  |/                      ~\
   (   _|  /|       (_)(~|  /|        |\         |
   )  ( | (_)  .--.     \: (_)   __   (_)      _/
   (   `\\               `;     '  `         /~
   \     `\_   .___.   _/' \  ._____.       .'
    (       ~-.___...-~     `-._.     _.-~
     )        /(____/~/@~\   /~\~`--~)\
     (      /@`--..--'   @\(' / |'\ |\
      (__.-< )       ) @   )  |_|    |_||
           /@|      (@    /   (_)-..-(_)`\
          (  \      \_  @|    `)       <  |
          >  @)   __/ @  \    /\_     , ~\
         /@  _> (~ ~\   @|/\     ~\_/''/) )
         \_@/ /~~\@       \/       ||   )'
     _.-~  \ (/   )_ @_.-'/~\_   _/-'~-~  `\
   /~       ~`-'~~  ~~/  /         //\   )
  |     /          _.'  ,|            \/"|  |
  |    /         /~__.-~  \_              \ |
  ~-._|        _/ /  ~----~ ~-.__         )  \
   /  /~-.__./~  `)     |        ~~(      \  |
  '~-|_          < |    |   |      |       > |
     _-~--.__   _/'     |         <        |-'
    (  ,-\\  ~~)       ;\.    |   |  __.--~-.|
    `~(____.--~  |    ;   `.    | `~~(___ '''~)
          /  |       ;      \           \/~

```

```

                       ::. .:                                         .!!::.
                     :.   .*                     . .         ..::::.:. .!!!::!:
                  . +..!!*!                    .. .:   ....:...:::.:::::.:***:.::.
                 .++ .:..                      !: . . ...::..:.:.:::.:::!J:M!JQM:!.
                  *!.  :*.                 .  .  . M*:+* .......:..:::.:.*Q:!M!J:!!:
                . . . .*.                    .   .+   !J :J...:.:::::.:::.:MM*+:!::!!:..
               .  .  .!.                      !. .!.  J:.!*! ...:...::.:::.::.:::!!::!:!:
          .. .   .  .*.                   ...   :  . *   . :......:.:.:.::::::::!!::!!!!*!
          . .   . . :!...       *J++:   .:!*++**:     ..........:..:...::::.:.:!::!:.!!!!!
         .     **       !.    :J+!*+JJJ++++.      .  .   .. ... .:..::...:.:::::::::!:*!!!*
          M*!**! .     :!      !J+*+***++*+.     .. .    .. ...:.. ..::.:..:::::::!::JMM!!!*.
        .   !+:   .:!*+++JJ+*J+++*+*++*+*+J!     .     ..   .. :.....:.:..:::::::.!:::JM+:!**
       .         .!*++++J**+++++++*+**+++*++     ......  .    . :....::::.:.::::::!J:.:!J!!!*:
        ..       :*++*++*++++++++++*++JJ++*!. ..        .  .J*:+*. .::...:.:.:::.!!.+MJQJ!:!**.
      . ..       .!++++J++J+*+++++*:.       ..       !QJ  +M!: *: ....::.:.:.:::::!::.:::!!!:!!
     ..  . . ..:..::..      !+*J.            :         +Q   J  !: . .....:::.::::::!::!!!!::!!*.
     .      .    .         !+++*M+           ..       .  MM :MJ!. . ..:::.:.::..::::!:::!!!!:!*!
       :+!..     .         *M++!.       ... .:.     .   . .M  :!  ......:..:.:::.!::::!!:*!:!*!*
      .*!.  .     .       .            .         .  .         ..  .......:.:::.:!:.::!::!!:!!!**.
   .   .!:!: ... .           !**..    ..        .         .. .:... ..:..:..::!::::::::!!::!!+***.
    .. :!Q  ..            :Q.   +M!    .    .             . :.   .. ...::::.::.::::::!:!:!**+*!*.
       !+ . .            :Q*.    JM    .. :.  ..          . . .. ....:....::::.:.::!:!:::!J+*+!*:
     .  .*  .. ..      .  QJ     M+          .  :.       . ..:. ..........::.:.:::!:::!!:!!++*!*.
     .:.      .  ..       !Q.   !M               .         .  :. ....::. !...::::::::!:!::J+*+**.
    . .  .       .          :J.:MJQQ!           .:         .. . ...  .JQ*.:.:::::::!::!!::!*++!!.
      ..         ..       !Q+!              . .  .......... .. .!*+*. !Q+ ..:.::::::!:!:!!!!*!*!
     .    .      ..                    .. .      .     .  . .    +Q! .!!Q:.::.:::::::!:!!!*!*!*:
       .  . ....... ...... . .     ..           ..   ..  . .. .  :Q* * !Q+.:::.:::::!:!!:*!*!!*
      . *J  .    ..          .    ...            .  . .    .  ....+M*!. +M*::::::!!:!:!!*!!!!*.
        **:.  .  ..          .     ..         .  . ..  ... . .... :Q*..!:..:::.:!::!!!!!!*!!*:
         !:*Q.   ..  .       ......        .      :::..  .. . ....**:.:.:::.::!::!:!!!!!!!J+!
        .:*+!.    ..   .    .   *.  ..   . .   . . . .  .. ........:::.:.:::::::!!:!!!:!!*+!.
          ::J*   . .... ...  . +.** J: M.  .. . . . ..............:..::::.:!::!:!!!!:!!!J++
             :!  . .   . .. . *!J! !+!*J  .  . . . ...  ......:..:.:.:.::::::::!!!!!:!*!!+.
         ..:.  ..   ..  ...   :+J!!::J:+!... . .  ... ..........:.:::.:::::!::!!!!!!!!**MJ  .
            .. .  .. .  . . .  .:!!* +.* :. . . .  .: .......::......!*J+!:::!::!!!!!***:.
              ..... : . . . .  ..!+  :*.   . ......... ........::::..*J+Q+::!!!:!!!!***.
               .. ...... ... ..  .   . . .... .......::.. .::.:.:.:!::::M*:!!!!!!*!**:
                .!!: :.... . .. . :.... :..........:...:!:.:.::::!::!::!M!:!!!!*!!**
                  .!!...::. : ....... ....:.. .:...:..::::..::::!:::!::++!!!!*!**:
                .   *!: .:!..:.........:.....:..:::...::.:::::::!:!::!!:!!!!!!*!
                      *J*:......:.:..*+!!!::..:.!:::.:::!!:::!:!:!:!!!!!:!!!*!.
                         ..::::::.:.:..::..:!::.:!!!!!:::::!!!:!:!!!!!*++**:.
                            .::::::::.*!! !!:.!Q:.!:!:!:!:!!::!!!!!*JJ*::
                               .:::!!::!*+!:!*!:::!:!:!:!:!!!!*!!!**:.
                                   .:!:::!:::!:!:!!*!!:!!!!!*!::
                                          ....!!::!::::..

```

```
 ▄▄▄▄▄▄▄░▄▄▄▄▄▄▄░▄▄▄▄▄▄░▄▄▄▄▄
 ░░▀███░░░░▀██░░░░██▀░░░░██░░
 ░░░▀██░░░░░▀██░░▄█░░░░░▄█░░░
 ░░░░███░░░░░▀██▄█░░░░░░█░░░░
 ░░░░░███░░░░░▀██░░░░░░█▀░░░░
 ░░░░░░███░░░░▄███░░░░█▀░░░░░
 ░░░░░░░██▄░░▄▀░███░░█▀░░░░░░
 ░░░░░░░▀██▄█▀░░░███▄▀░░░░░░░
 ░░░░░░░░▀██▀░░░░░███░░░░░░░░
 ░░░░░░░░░▀▀░░░░░░░▀░░░░░░░░░

```